# Fiskebäck
Fiskebäck est une localité mineure située dans la municipalité de Habo, dans le comté de Jönköpings län, en Suède. Elle comptait 130 habitants en 2010.
L'office suédois de la statistique (Statistiska centralbyrån) a classé le village comme une petite ville entre 2000 et 2010, et à partir de 2015, il est compté comme faisant partie de la zone urbaine de Habo.
Avant 1780, il y avait une chapelle à Fiskebäck, qui a été déplacée vers la paroisse de Gustav Adolf en 1780. La nouvelle chapelle Fiskebäcks a été construite en 1939,.